# Canella winterana
Pour les articles homonymes, voir Canella (homonymie) et Bois-cannelle.
Genre
Espèce
Synonymes
- Canella alba Murray

Classification phylogénétique
Canella winterana est l'unique espèce du genre Canella de la famille des Canellaceae.
C'est un grand arbuste aromatique, des Caraïbes, aux petites fleurs rouge fraise, plus communément appelé dans des Antilles françaises Bois-Cannelle ou Bwa kannèl, Kannèl a pis, Kannèl bata en créole.

## Description
C'est un grand arbuste qui peut atteindre la taille d'un petit arbre, de 4 à 15 m, avec une écorce grise, aromatique, des branches nombreuses très feuillues,. Toute la plante est aromatique et évoque l'odeur de cassis mais il ne faut pas la confondre avec le vrai cannelier (Cinnamomum).
Les feuilles sont alternes, obovales ou oblancéolées, coriaces, vert foncé, parsemées de glandes translucides. La face supérieure est d'un vert foncé brillant, la face inférieure plus claire et mate.
Les inflorescences sont en général terminales, parfois axillaires.
La fleur comporte 3 sépales épais de 2-3 mm et 5 pétales obovés, de 5-6 mm, d'un resplendissant rouge-sang, avec une base jaunâtre, 10 étamines à filets unis en un tube staminal de 3-4 mm et portant des anthères jaunes à orangées, et un style court mais gros.
La floraison s'étale de juin à septembre.
Le fruit est une baie globuleuse, verte puis vermillon et enfin presque noire, de 7-10 mm de diamètre. Il contient jusqu'à 5 graines noires, lustrées, allongées, de 5-6 mm.
Bien que les fleurs soient hermaphrodites, collectivement elles se comportent comme des fleurs unisexuées. En effet, la maturation du gynécée précède celle de l'androcée (plante protogyne) et comme toutes les fleurs d'une plante sont au même stade (d'abord mâle puis femelle), la fécondation se fait entre plantes différentes comme pour une espèce monoïque.

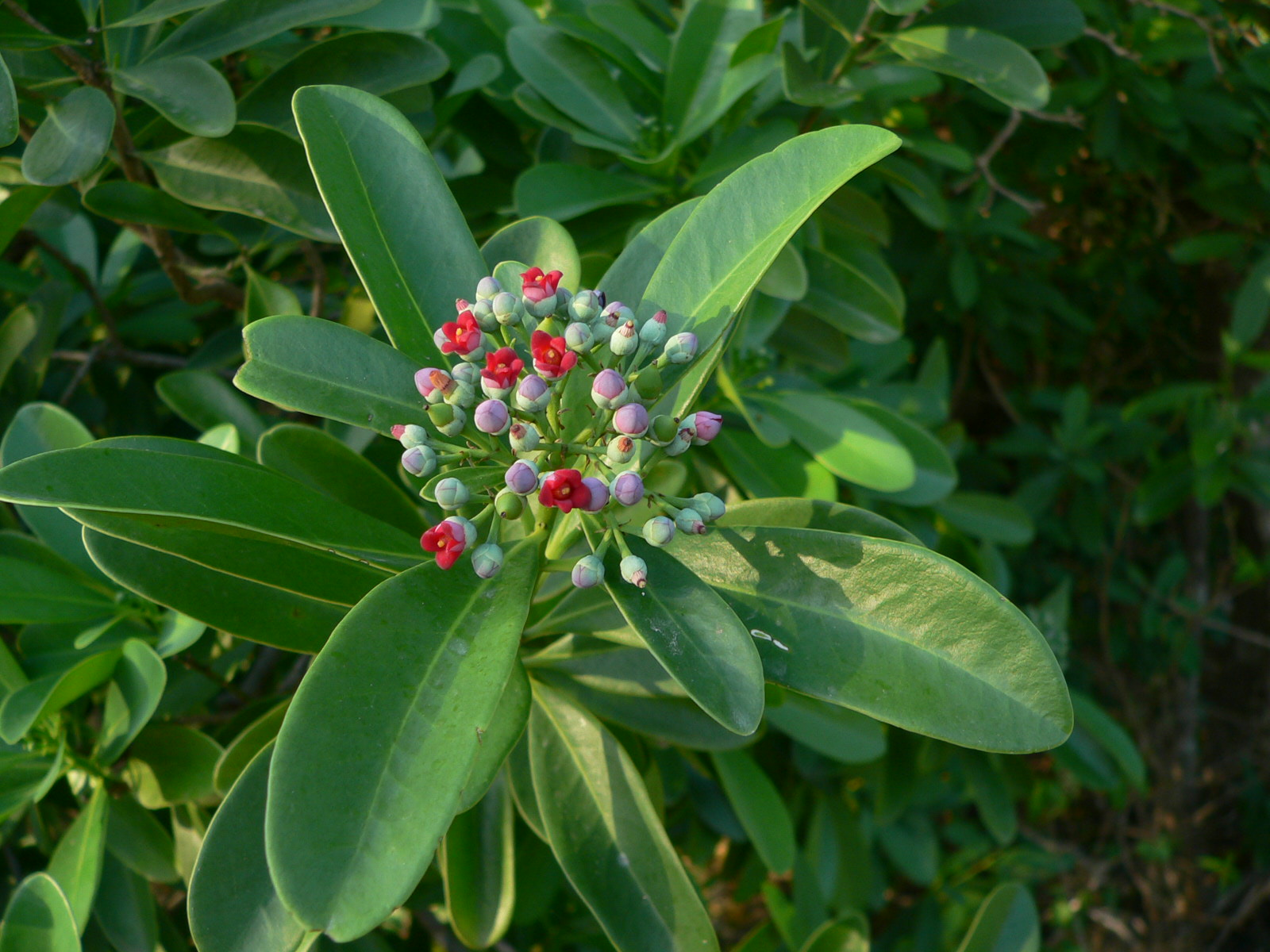
Inflorescence
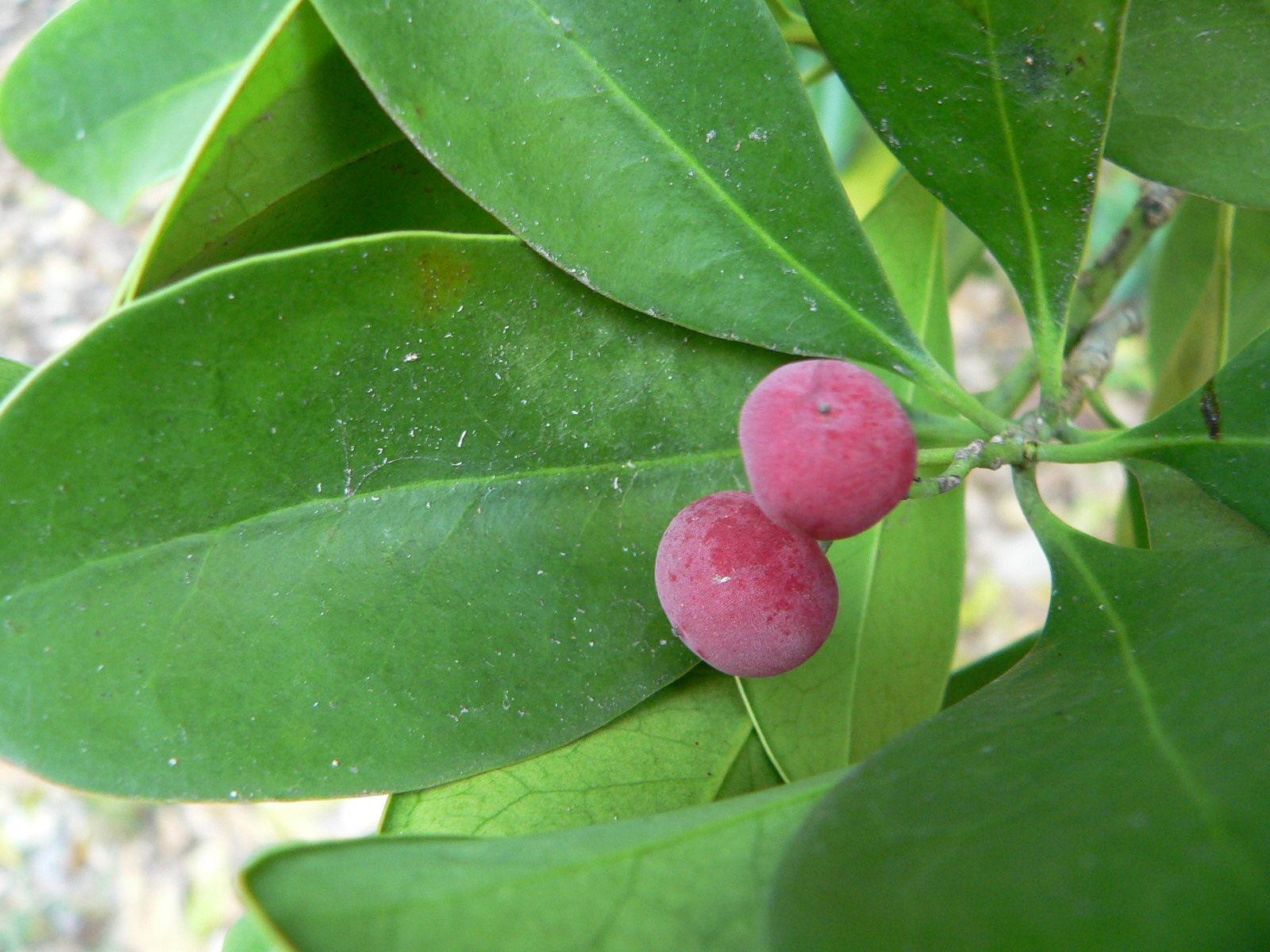
Fruits
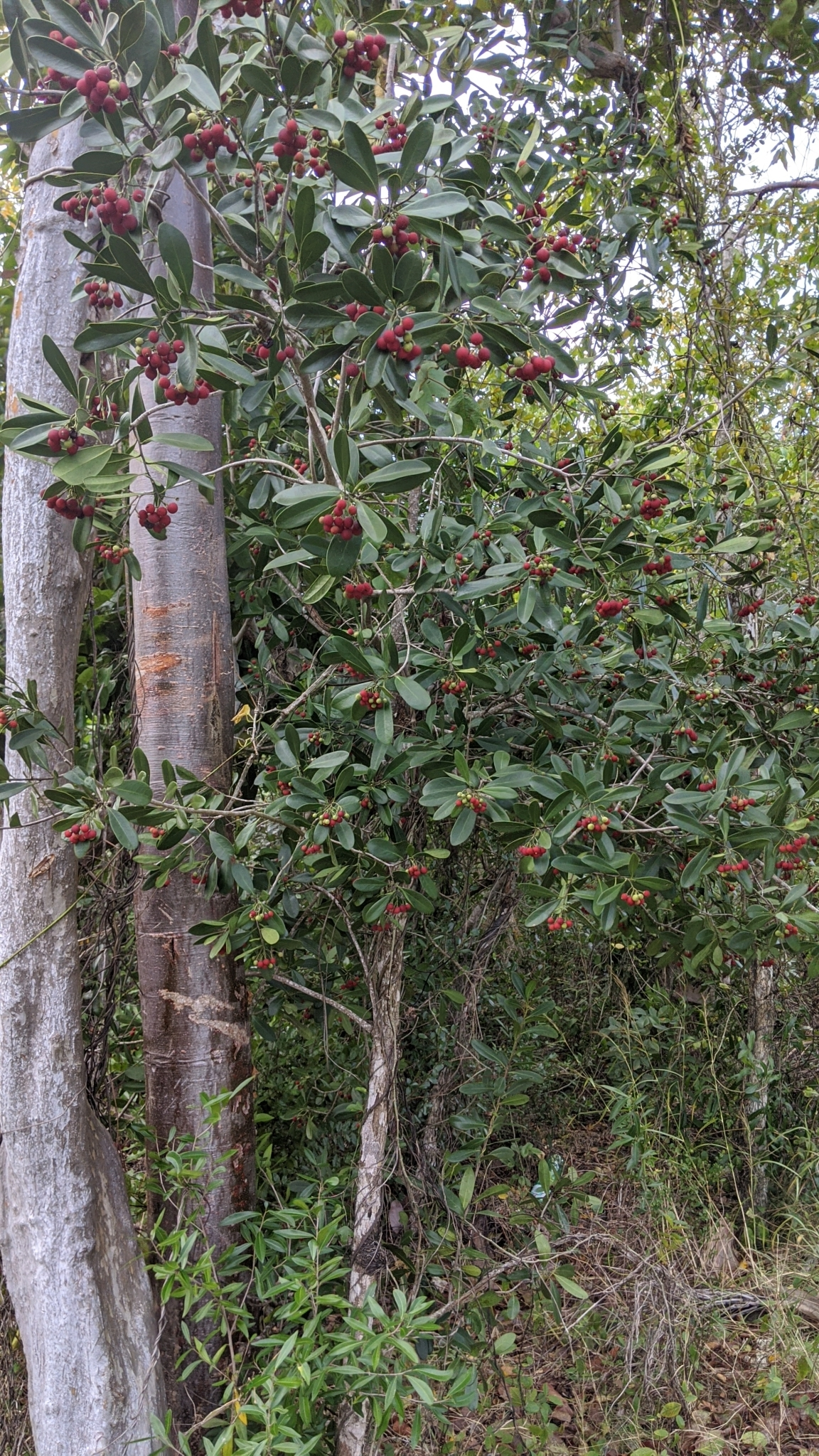
Arbre et fruits

## Aire de répartition
Le Bois-Canelle est originaire des Grandes et Petites Antilles et du sud de la Floride. Il a été introduit au Brésil et au Venezuela.
C'est un arbuste des forêts sèches du littoral sableux et des mornes littoraux calcaires.
Très rare en Martinique mais assez commun en Guadeloupe (en Grande-Terre) où on le trouve aussi cultivé dans les jardins à des fins ornementales.

## Propriétés
Toutes les parties de la plante sont aromatiques, mais c'est surtout dans l'écorce que résident les propriétés toniques et stimulantes.
En effet, des études réalisées sur les feuilles et l'écorce de l'arbre ont montré la présence de nombreux composés dont les sesquiterpènes dialdéhydes de structure drimane,
. Ces composés possèdent de nombreuses propriétés insecticides et fongicides. Les propriétés aromatiques sont dues à des essences aromatiques comme l'eugénol.
À Porto Rico, on se servait d'extraits de l'écorce comme poison pour la pêche. L'écorce séchée et moulue a été utilisée comme succédané de la cannelle. Mais son usage principal est médicinal : on fabrique avec l'écorce une poudre blanche, « la cannelle blanche », utilisée comme antiscorbutique, stimulant et fortifiant.

Les baies séchées et broyées servent d'épices dans les Caraïbes. Elles sont aussi brûlantes que le poivre noir.

## Synonymes
- Canella alba Murray
- Laurus winterana L.
- Winterana canella L.